# 高橋潔 (法曹)
高橋 潔（たかはし きよし、1895年1月16日 - 1961年12月29日）は、日本の弁護士。最高裁判所判事。青森県出身。

## 概要
1921年（大正10年）3月に東京帝国大学法学部を卒業。同年5月にいったん司法官試補となるが、1922年（大正11年）9月に依願退官し、すぐ弁護士登録をした。1952年4月から2年間、司法研修所の教官を務めた。
弁護士としては湯浅倉平内大臣暗殺計画事件や人民戦線事件などを扱い、極東国際軍事裁判で旧制一高・東京帝大時代の友人である岸信介の弁護人をした。
子供が無く、夫人と二人暮らしであった。楽しみは若い相撲取りや弁護士たちの面倒を見ることで、特に相撲が好きで若い力士を子供のようにかわいがっており、学生時代は仕度部屋に通いづめだったほどである。1931年（昭和6年）から大日本相撲協会の顧問弁護士をしていた。
1957年（昭和32年）1月に弁護士出身の最高裁判事である本村善太郎が定年退官となるので、高橋は日弁連の推薦委員会委員長となって人選を進めたが、いい人が見つからず、ついには自分で引き受けることになり、同年1月30日に最高裁判所判事に就任。就任の時に「私ほど最高裁に不適当な人はいないんですよ」と述べる。
在任中の1961年（昭和36年）12月に脳出血のため、東京・千代田区の自宅で66歳で死去した。